# Petru I al Rusiei
Petru I (Petru cel Mare) (în rusă Пётр I Алексеевич, Piotr I Alekseievici; n. 30 mai/9 iunie 1672, Moscova, Țaratul Rusiei – d. 28 ianuarie/8 februarie 1725, Sankt Petersburg, Imperiul Rus) a condus Rusia din 7 mai (27 aprilie) 1682 până la moartea sa.

## Primii ani de viață

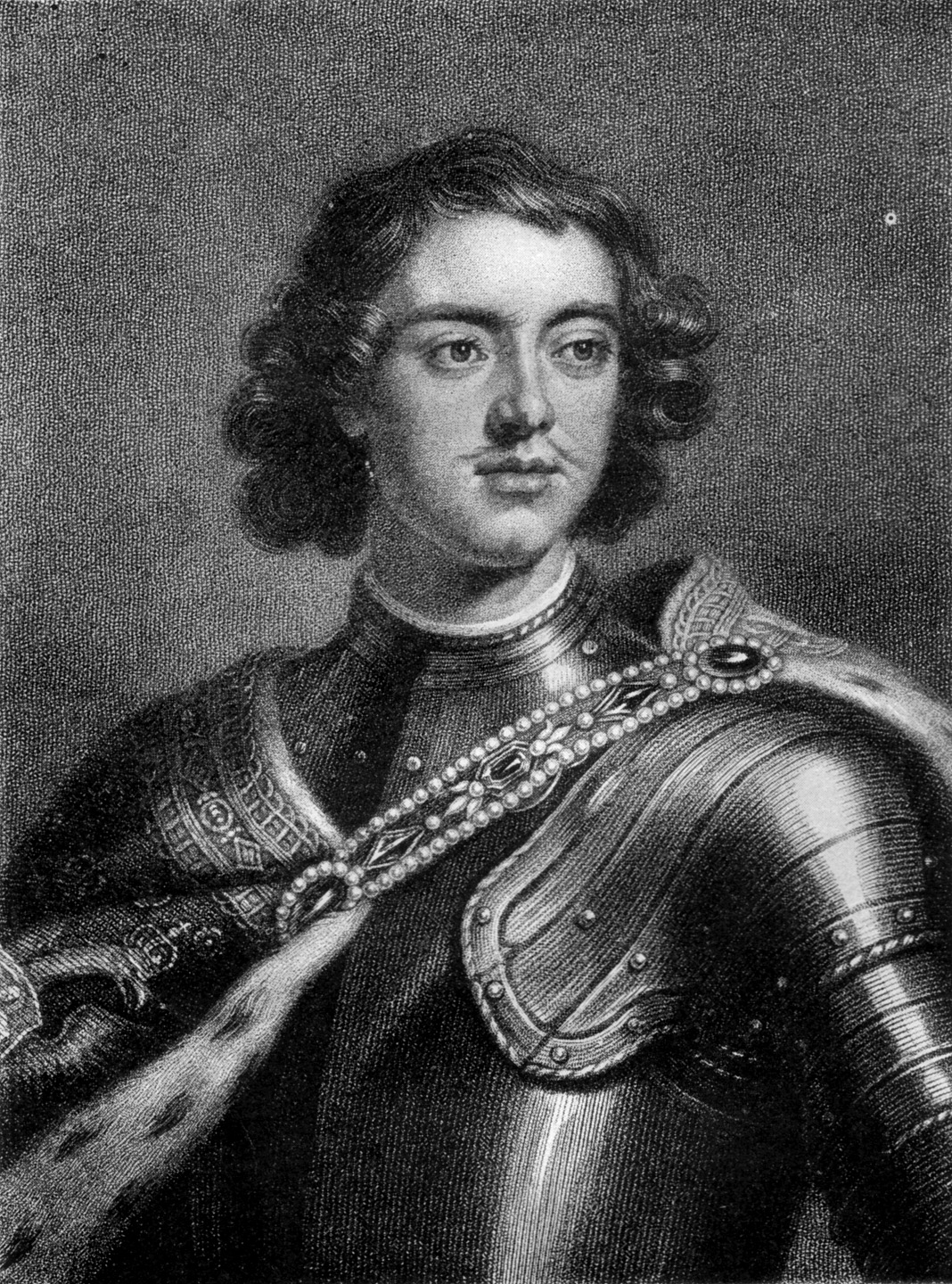
Petru în tinerețe.

Se naște la 30 mai 1672  (anul 7180 după calendarul folosit pe atunci în Rusia la Moscova) și este fiul țarului Alexei Mihailovici și a celei de-a doua soții, Natalia Kirilovna Narîșkina.
În 1676, tatăl său moare, lăsându-l urmaș la tron pe fiul său, Fiodor, care abia împlinise 15 ani.
La 27 aprilie 1682, țarul Fiodor al III-lea moare fără să-și aleagă urmașul: Ivan, fratele său de 16 ani cu mintea tulbure sau Petru, fratele vitreg, iute ca argintul viu, aprig, isteț dar în vârstă de numai 10 ani.
Mulțimea rostește numele lui Petru, care primește numele de Petru I. Însa țarevna Sofia, sora bună a lui Ivan și sora vitregă a lui Petru urzește planuri de răzbunare. Profită de faptul că trupele de streliți se răscoală și după multă violență, jafuri, omoruri obține ca din 29 mai să fie doi țari : Ivan și Petru, iar ea, țarevna Sofia este numită regentă, din cauza sănătății șubrede a lui Ivan. Boierii Dumei se supun.
La 25 iunie 1682, în Catedrala Adormirii Maicii Domnului, are loc în prezența patriarhului, a opt mitrolpoliți, patru  arhiepiscopi, doi episcopi și opt arhimandriți, ciudata încoronare a celor doi țari ai Rusiei, dintre care unul bolnav și fără minte, iar celălalt un copil îngrozit.
Petru, de la primii pași a cunoscut oroarea, violența, minciuna. Doar mama sa, care îl înconjoară cu multă dragoste, are chip curat și nevinovat dar trăiește ca într-un vis iar el simte o nevoie mistuitoare de a se mișca, de a porunci, ca sora sa vitregă, Sofia, de care se teme și pe care o urăște. Regenta ia o hotărâre de neclintit: fratele său, Ivan va rămâne alături de ea la palat, în vreme ce Petru și mama lui vor fi trimiși în satul Preobrajenskoe, în apropiere de Moscova.
De învățat, învață la nimereală. Dobândește un talmeș-balmeș de cunoștințe rudimentare de aritmetică, geometrie, artilerie și fortificații, însă setea lui de cunoaștere este neostoită; deprinde știința navigației, se joacă în fiecare zi de-a războiul împreună cu banda gălăgioasă și veselă a tovarășilor săi de joacă, fii de boieri. La 27 ianuarie 1689 în vârstă de 17 ani se căsătorește cu Evdokia Lopuhina, o fată de 20 de ani, frumușică, de rang mijlociu.
La 6 octombrie 1689 pleacă la Moscova, după ce țarevna Sofia este trimisă la mânăstirea Novodevicie iar la 19 februarie 1690 se naște fiul său, țareviciul Aleksei.
În ciuda multelor și feluritelor îndeletniciri, manevre pe uscat și pe apă, petreceri și iubiri, Petru știe că lucrurile merg în țară din ce în ce mai rău. Boierii și oamenii de rând sunt vădit nemulțumiți de țar, pe care-l socotesc ușuratic, prea legat de sfetnicii străini, prins în jocuri militare fără noimă și ocări nerușinate împotriva Bisericii.

## Războiul cu turcii
La 20 ianuarie 1695, în toiul iernii, dă porunca de mobilizare la luptă împotriva Turciei cu intenția de a cuceri Marea Azov. În plin război, la 29 ianuarie 1696 primește vestea că fratele său vitreg, șubredul Ivan, a murit subit la Moscova.
Realizează repede că Rusia are nevoie urgentă de o flotă. O creează și prima bătălie navală ia sfârșit în avantajul rușilor. După ce împrăștie navele turcești ancorate în dreptul Azovului, flota țarului blochează estuarul spre a împiedica aprovizionarea. Ofițerii și inginerii austrieci calculează cu atâta precizie unghiul de tragere al tunurilor încât turcii sunt în pericol. Pe 18 iulie 1696 cetatea Azovului se predă.
Țarul trimite 50 de bărbați ruși de neam în străinătate, pe cheltuiala lor, să deprindă arta navigației. Își dorește ca Rusia să devină statul cel mai puternic din Europa. De altfel, se arată gata să plece el însuși, într-o "Mare Ambasadă", prin țările apusene, ca să afle cum au progresat științele și să capete sprijin militar ori diplomatic împotriva dușmanilor dintotdeauna ai Rusiei.

## Marea Ambasadă

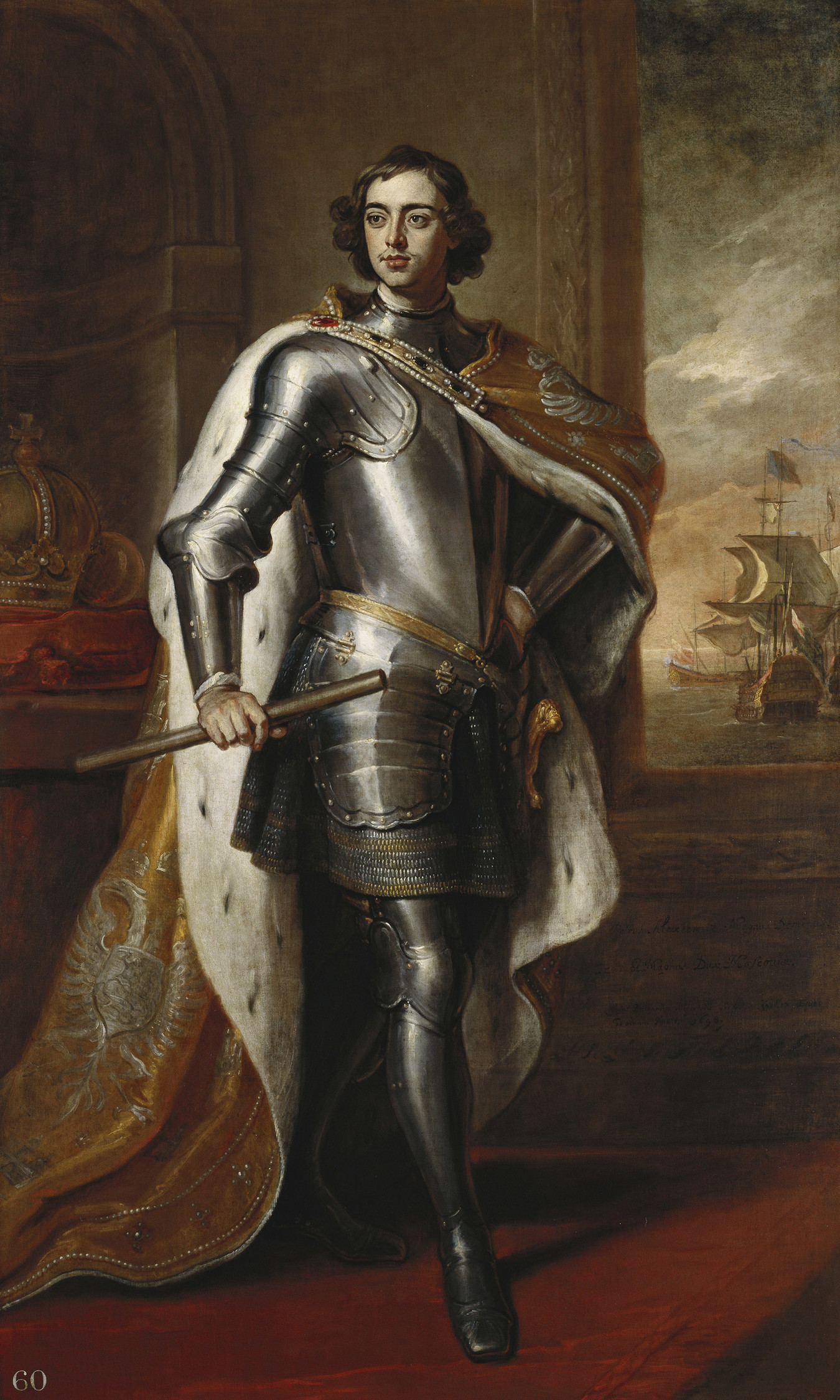
Portret al lui Petru I de Godfrey Kneller, 1698. Acest portret a fost darul regelui Angliei, William al III-lea, pentru țarul Rusiei.

Petru știe că înaintea lui, un singur prinț rus a cutezat să treacă dincolo de granițele țării sale: marele duce al Kievului, Iziaslav, care s-a dus în 1075 la Mayence, ca oaspete al regelui Henric al IV-lea. Pentru un rus trecerea granițelor înseamnă trădare. Cu toate dojenile duioase ale boierimii și ale clerului, Petru nu se lasă. Marea Ambasadă va merge la Amsterdam, Berlin, Viena, Roma, Copenhaga, Veneția, Londra, numai în Franța nu, de vreme ce Ludovic al XIV-lea îi sprijină pe turci.
Marea Ambasadă, alcătuită din 250 de persoane, părăsește Moscova la 10 martie 1697 cu țarul Petru I călătorind incognito sub numele de Piotr Mihailov. Unul dintre scopurile principale ale Marii Ambasade este dobândirea unor cunoștințe avansate de tehnică și tehnologie. În Olanda, Petru s-a îndreptat spre Zaandam, un centru de construcții navale al cărui renume îl știa. La Amsterdam a căpătat și mai multe cunoștințe în domeniul construcțiilor navale și a vizitat numeroase ateliere și fabrici, câștigând experiență în fabricarea ceasurilor, gravura în cupru și participând la disecții anatomice. 
Ajuns la Koppenbrugge este invitat la cină de prințesa electoare Sofia de Hanovra și de fiica acesteia, Sofia-Charlotta, prințesă electoare de Brandenburg. Mănâncă cu mâna, se murdărește cu sos, nu știe la ce slujește șervetul. Însă, purtarea firească a lui Petru, vioiciunea și iuțeala răspunsurilor o uimesc pe Sofia-Charlotta, care se simte cuprinsă de simpatie la vederea acestui vlăjgan care n-are mai mult de 25 de ani și-i întrece cu cel puțin jumătate de cap pe uriașii din garda ei, lat în umeri, cu chip hotărât, cu ochi negri strălucind sub fruntea bombată, cu sprâncene arcuite și gura cărnoasă, umbrită de o mustață subțire.
Dornic să afle tot, aleargă în dreapta și-n stânga, oprește de nenumărate ori trăsura pentru că vrea să măsoare un pod, să cerceteze o moară de vânt sau să stea de vorbă cu oamenii de la joagăr, cutreieră șantiere, îi întâmpină pe pescuitorii de balene care se întorc din Groenlanda, se apucă să cerceteze practica tipografică, urmează cursurile de anatomie ale profesorului Ruysch. Deși nu este prea priceput, ia parte la intervenții chirurgicale și-și cumpără o trusă de chirurg de care nu se va mai despărți.
Petru vrea să fie o enciclopedie vie și să le împărtășească și compatrioților săi ceea ce a învățat. Pentru ei și pentru el, a venit să culeagă tot ce  se poate din știința occidentală.
La Londra, intrigat de sistemul parlamentar englez, asistă, în mare taină, la o ședință a Camerei Lorzilor. Vizitează Observatorul Regale de la Greenwich și Arsenalul Woolwich. Regele Angliei William al III-lea îi dăruiește oaspetelui său un yaht, The Royal Transport.
Petru e nevoit să recunoască că roadele diplomatice ale călătoriei sale de 18 luni sunt mai degrabă negative. Nu reușește să-l convingă pe Leopold I, Împărat Roman să reia lupta împotriva Turciei.
Se întoarce în Rusia de urgență după ce primește un mesaj: s-au răsculat din nou streliții. Petru s-a întors din Marea Ambasadă cu 260 de cufere pline cu arme, instrumente științifice și matematice, unelte și un crocodil împăiat. A recrutat un număr mare de experți tehnici și militari care aveau să împărtășească rușilor cunoștințele lor.

## Reforme

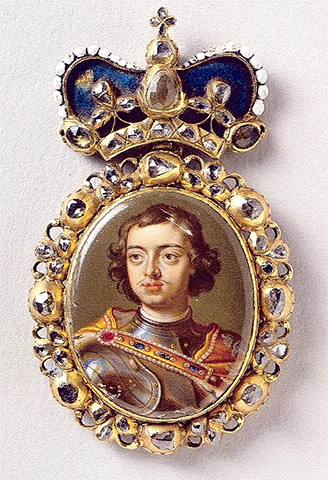
Țarul Petru cel Mare

Întors acasă omoară streliții, taie bărbile boierilor săi, își trimite soția să se retragă într-o mânăstire, dă un ucaz prin care interzice tuturor bărbaților să-și lase barbă în afară de slujitorii Bisericii. Cei care vor dori să-și păstreze barba vor fi nevoiți să plătească un bir.
După ce s-a războit cu bărbile, Petru începe bătălia cu vestimentația. Dacă Rusia vrea să meargă repede înainte, nu trebuie să rămână îmbrăcată în vechiturile de pe vrema lui Boris Godunov.
Un ucaz dat la 4 ianuarie 1700 hotărăște ca "boierii, oamenii de la curte, funcționarii vor purta îmbrăcăminte ungurească, cu caftanul de deasupra până sub genunchi, iar cel de dedesupt mai scurt". Cei care nu se supun ucazului plătesc amendă. Unii își exprimă nemulțumirea că hainele acestea nu sunt bune pentru clima aspră a Rusiei.
Obiceiurile din străbuni mai primesc o lovitură: reforma calendarului. La 20 decembrie 1699, când mai rămăsese doar câteva zile până la sfârșitul veacului, Petru dă un ucaz prin care numărătoarea anilor urmează să se facă din acea clipă după calendarul european, fiecare an începând la 1 ianuarie și nu la 1 septembrie ca până atunci. Nu merge atât de departe încât să instituie calendarul gregorian, care, fiind, cel de la Roma, n-ar fi potrivit pentru ortodocși; se mulțumește cu cel iulian, care are o întârziere de 11 zile (trecerea la calendarul gregorian se va face la 1 februarie 1918 de către guvernul URSS).
Hotărăște ca, la 1 ianuarie 1700 toată lumea să-și împodobească porțile caselor, să ia parte la slujbele de la Biserică și să-și facă urări de Anul Nou. Veselia asta silită nu tulbură inimile moscoviților. Unii șoptesc : "Cum a putut Dumnezeu să facă lumea iarna?" iar alții merg mai departe : "Biblia spune că Antihristul are să schimbe vremea. Petru I este așadar Antihristul".
În 1702, femeilor li se îngăduie să ia parte la întrunirile de societate, logodna devine obligatorie cu șase săptămâni înainte de căsătorie. Un an mai târziu apare la Moscova primul ziar rusesc, Știri din Moscova (Moskov-skie-novosti), care cuprinde în patru pagini, o mulțime de noutăți scurte despre ceea ce se petrece în Rusia și în Europa.
Este tradusă Viața lui Alexandru Macedon de Quintus Curtius, se pregătesc manuale de aritmetică și chiar un dicționar.
În 1708 a creat opt enorme divizii teritoriale (gubernii) conduse de câte un guvernator care răspundea de siguranța publică, drumuri, administrarea justiției și taxe. Curând își dă seama că sistemul nu este satisfăcător. Necesitatea unui organism care să administreze Rusia în timp ce se afla în campanie l-a făcut să creeze Senatul în 1711.

## Marele Război de Nord

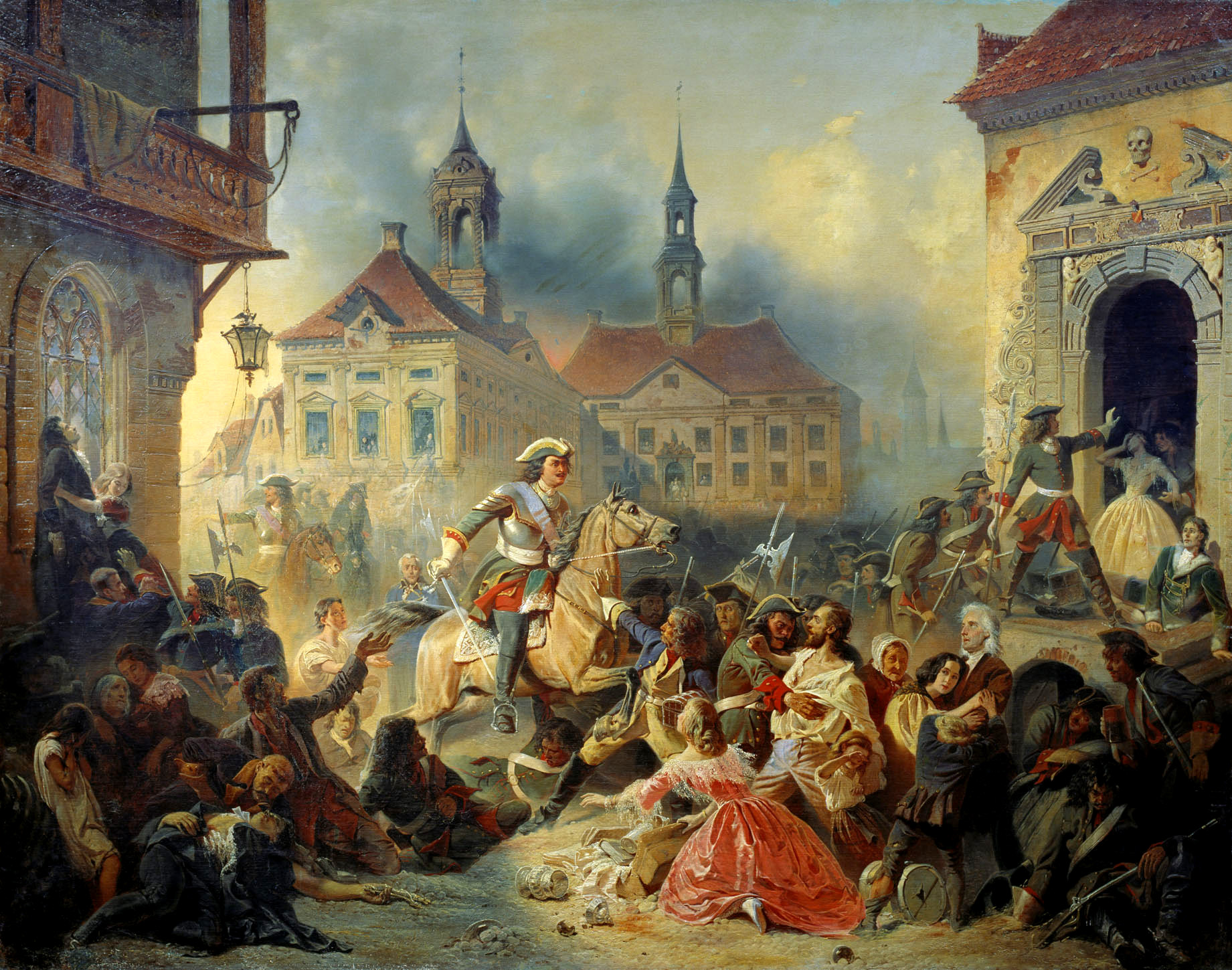
Petru cel Mare după Bătălia de la Neva din 1704 de Nikolay Sauerweid, 1859.

Danemarca, Polonia și Rusia formează o coaliție împotriva suedezilor (are loc Marele Război al Nordului). Carol al XII-lea al Suediei, de numai 18 ani, ajunge cu flota în dreptul capitalei Copenhaga, debarcă în forță și obligă orașul să capituleze. Lovită în plin, Danemarca se retrage din coaliție. La rândul său, regele August al II-lea al Poloniei, după ce cucerește Dunamunde, este învins la porțile Rigăi.
Petru I ajunge la Narva, oraș suedez controlat în trecut de Rusia, la 23 septembrie 1700 și constată că asediul începe prost; rușii sunt înfrânți de suedezi.
Întors în Rusia, Petru se dezmeticește. La porunca sa, toată Rusia se pune pe treabă. Se întăresc orașele, se reface armata, se construiesc tunuri, corăbii și reface coaliția cu Polonia și cu Danemarca. În 1701, prima victorie a rușilor la Seremetiev asupra suedezilor este primită cu mare bucurie. În 1702, rușii obțin noi victorii în timp ce Carol al XII al Suediei îi învinge pe saxoni și polonezi și intră în Cracovia. La 11 octombrie 1702, fortăreața Noteburg capitulează în fața rușilor, apoi are loc prima victorie navală a rușilor, urmată de capitularea Narvei. Toate aceste victorii se datorează faptului că, grosul trupelor suedeze se afla în Polonia, unde în 1706, Carol al XII-lea silește Dieta de la Varșovia să-l proclame rege pe Stanislaw Leszczynski. Petru rămâne singur în fața regelui Suediei.
Carol al XII este înfrânt în 1708, iar din armata cea numeroasă și vitează nu mai rămân decât 24.000 de oameni, în zdrențe și vlăguiți. În iunie 1709, în Bătălia de la Poltava, Carol al XII-lea, rănit la piciorul stâng, asistă la atac purtat pe o targă, în timp ce Petru se află peste tot, aleargă, răcnește, împarte ordine, îmbărbătează pe unii și îi ocărăște pe alții. Cele 72 de tunuri rusești nimicesc liniile dușmanului. Carol se refugiază în Imperiul Otoman la Tighina, oraș cucerit de la Moldova cu 70 de ani mai înainte și redenumit Bender de către puterea otomană.

## Războiul cu Imperiul Otoman și relația cu Dimitrie Cantemir
O mare parte din armata rusă rămânea imobilizată în regiunile baltice. În aceste condiții, țarul Petru și-a atras sprijinul domnitorului Moldovei Dimitrie Cantemir cu care a încheiat Tratatul de la Luțk, un act semnat de țar și de cancelarul său Golovkin. În preambulul Tratatului se arăta cine purta vina războiului și scopul urmărit de țar prin angajarea ostilităților cu turcii: eliberarea tuturor popoarelor creștine care gemeau sub jugul Imperiului Otoman.
De asemenea Petru a încheiat o înțelegere secretă și cu Constantin Brâncoveanu care prevedea că domnul muntean avea să strângă o oaste de 30.000 de oameni și avea să alimenteze armata rusă în timpul războiului acesteia cu turcii; înțelegerea intra în vigoare în momentul intrării în țară a trupelor ruse. Țara Românească devenea în schimb independentă, iar lui Brâncoveanu i se garanta domnia pe viață.
Petru, supraestimând sprijinul pe care avea să-l primească de la aliații săi din Balcani, a atacat Imperiul Otoman, inițiind războiul ruso-turc din 1710-1711. 
Spre sfârșitul lunii iunie 1711, grosul oștirii rusești, în frunte cu țarul Petru I, a sosit la Prut. Dimitrie Cantemir era în tabăra generalului Boris Șeremetiev, țarul fiind întâmpinat de o delegație de boieri în frunte cu mitropolitul Ghedeon. În aceeași zi, țarul Petru a fost invitat la curtea de la Iași împreună cu suita sa unde a avut loc un banchet. În a treia zi a vizitat mănăstirile Trei Ierarhi, Golia și Sf. Nicolae Domnesc. 
Campania lui Petru în Imperiul Otoman a fost dezastruoasă. După pierderea bătăliei de la Stănilești, Dimitrie Cantemir s-a retras în Rusia iar, în Tratatul de la Vadul Hușilor care a urmat, Petru a fost forțat să returneze turcilor Cetatea Azov de la Marea Neagră și să demoleze alte câteva cetăți pe Nipru. De asemenea, ca o consecință a acestui razboi a început perioada fanariotă în Moldova, urmată la câțiva ani și de Țara Românească. 
În timpul acestui razboi Petru a dobândit din partea otomanilor porecla de Petru Nebunul (turcă: deli Petro) pentru disponibilitatea lui de a sacrifica în luptă un număr mare de trupe.

## Ecaterina Alekseevna
Petru se îndrăgostește de o țărancă suedeza, Marta, harnică, sănătoasă, veselă, scurtă și îndesată, lată în șolduri, cu ochi lipsiți de strălucire, bună la suflet și vitează. Marta îi va dărui lui Petru  12 copii, dintre care doar doi îi vor supraviețui: Anna, viitoare Ducesă de Holstein-Gottorp și Elisabeta, viitoare împărăteasă a Rusiei. Trece la ortodoxie și renunță la numele Marta, fiind botezată Ecaterina Alekseevna. Începe să capete asupra țarului o mare influență.
La 21 decembrie 1709, armata rusă își face intrarea triumfală în Moscova. Ecaterina a rămas în apropiere de Moscova unde se pregătește să nască (fiica lor, Elisabeta se va naște la 29 decembrie 1709). Între timp, Petru a restabilit pacea în Polonia și l-a adus înapoi pe tron pe August al II-lea. Pe 19 februarie 1711 la 7 dimineața, în capela privată a prințului Mendikov, este oficiată în mare grabă și în cea mai strictă intimitate căsătoria lui Petru cu Ecaterina Alekseevna.
La 7 mai 1724, Ecaterina este încoronată împărăteasă a Rusiei.

## Sankt Petersburg

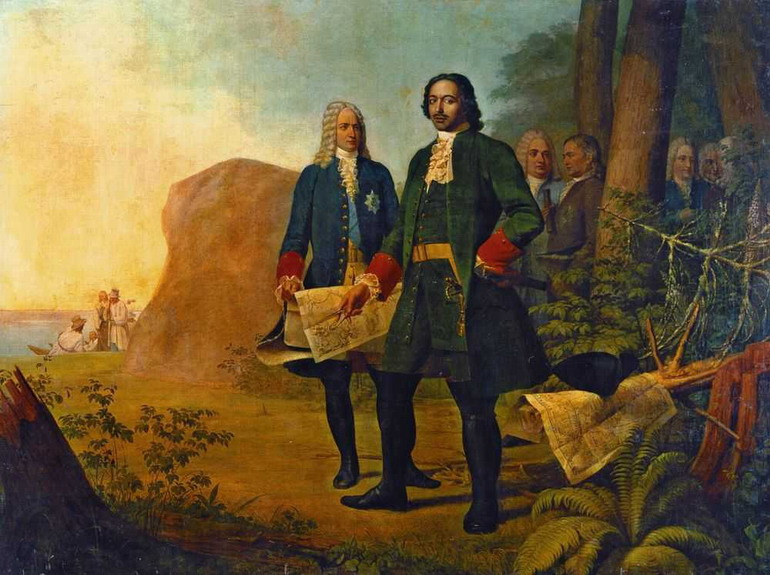
Petru cel Mare și planurile orașului Sankt Petersburg

Ținutul unde construiește Sankt Petersburgul  este sărac, izolat, departe de capitală și așezat drept în bătaia tunurilor suedeze; pământul e mlăștinos. Înălțând orașul Sankt Petersburg, sfidează natura și în același timp, trecutul Rusiei. Petru urăște vechea cetate a țarilor, Moscova, cu clima ei continentală, cu tradițiile ei de veacuri, cu superstițiile și intrigile de curte, cu spiritul oriental, înapoiat și răzvrătit totodată. Vecinătatea mării îl amețește. Aici se simte la el acasă. Noul oraș va oglindi dorința de înnoire a unui țar care se leapădă de moștenirea străbunilor.
Mai întâi este clădită o fortăreață din lemn pe malul drept al Nevei: viitoarea fortăreață Petru și Pavel (Petropavlovskaia Krepost). Răsar mai apoi o biserică și, nu departe, prima locuință a lui Petru: o căsuță din bârne de brad și cu acoperișul de șindrilă cu două încăperi, un pridvor. (Căsuța țarului a fost întărită cu un înveliș de piatră de către Ecaterina a II. S-a păstrat până în zilele noastre și se poate vizita).
În februarie 1704, țarul îl cheamă pe arhitectul italian Domenigo Trezzini ca să conducă armata de lucrători. Necazul cel mai mare este piatra, care nu se găsește deloc în ținut.
Trei sute cincizeci de familii de vază sunt silite să se mute la Petersburg. Din 1711 începe construcția Palatului de Iarnă, care nu se deosebește de casele din jur decât printr-o intrare cu două coloane, deasupra căreia se înalță o prova de corabie. Același gust pentru simplitate stă la temelia Palatului de Vară, așezat ceva mai departe, pe malul unui afluent al Nevei. În 1713, Petersburgul este proclamat capitală a Rusiei iar în 1721 va începe construcția castelului de la Țarskoe, numit mai târziu Țarskoe Selo. Petru amplasează aici cele Douăsprezece Colegii, centrul administrativ al noii sale capitale.
Țarul le-a ordonat tuturor proprietarilor de terenuri care aveau în subordine 30 sau mai multe familii de șerbi să-și construiască o reședință în noul oraș. Începând cu 1714 construcțiile din lemn sunt interzise în toată Rusia și sunt obligați să facă doar din zidărie casele și toate construcțiile (asta din cauza incendiilor dese care mistuiau orașele). Proiectul detaliat al orașului a fost realizat în 1716, când a sosit arhitectul francez Jean-Baptiste Leblond.

## Călătoria în Franța

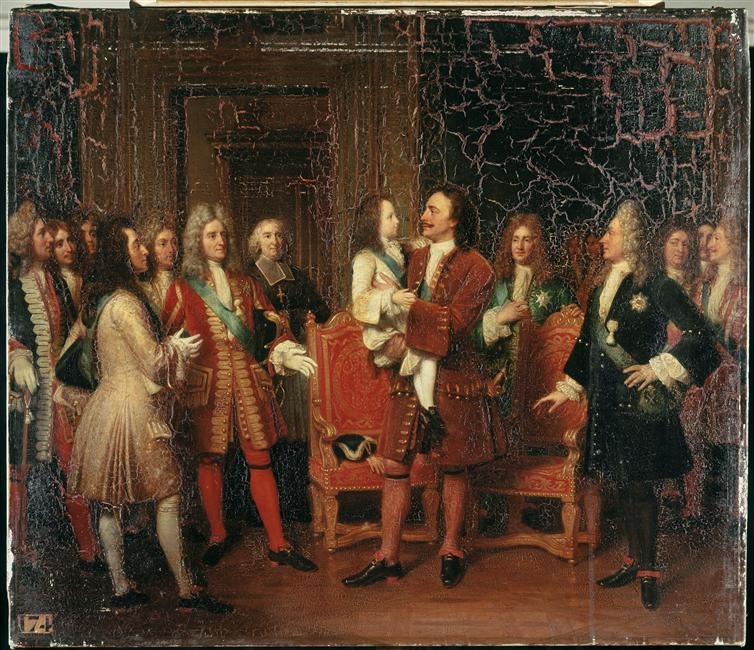
Întâlnirea dintre Petru I și micul Ludovic al XV-lea al Franței la Hotel des Lesdiguieres din Paris.

De la 1 septembrie 1715, tronul Franței este ocupat de copilul Ludovic al XV-lea, care-l are alături, ca regent, pe Filip d’Orleans. La 7 mai 1717, Petru își face intrarea în Paris, escortat de 300 de grenedieri călări declarând că vrea să fie primit de regele Franței. A doua zi după sosire, înaintea țarului se prezintă regentul. Totul arată că Petru e nemulțumit. Două zile mai târziu, la 10 mai, regele Franței, însoțit de o numeroasă escortă, merge la hotelul des Lesdiguieres, locul unde se cazase țarul.
Petru vizitează Luvrul, grădina Tuileriilor, studiază lucrările la Pont-Tournant, merge la Domul Invalizilor, gustă din supa soldaților și bea vin în sănătatea lor, "bătându-i pe umăr și numindu-i camarazi". Adevăratul motiv al călătoriei sale este însă unul politic. Relațiile cu aliații sunt în impas, cele cu Anglia s-au răcit, așa că nădăjduiește că Franța se va îndepărta de Suedia, apropiindu-se de Rusia, cu care va semna o convenție de întrajutorare militară și comercială. Tratativele diplomatice vor duce în cele din urmă, la 15 august 1717, la atât de greu elaboratul tratat de la Amsterdam, încheiat între țar, Ludovic al XV-lea și regele Prusiei, Frederic-Wilhelm I. Părăsind Franța, la 20 iunie 1717, își declară atașamentul față de această țară harnică, primitoare și ușuratică.
La 9 octombrie, după o vizită la Berlin, împreună cu țarina, Petru este din nou acasă, la Sankt-Petersburg, în "raiul" său. După ce a văzut o sumedenie de lucruri, înțelege mai bine ce are de făcut pentru a-și transforma capitala într-un adevarat oraș european.

## Țareviciul Aleksei
Firea lui Aleksei este cu totul deosebită de a lui Petru. În venele tânărului curge sângele plăpândei și cucernicei Evdokia; urăște războiul, ascultă orbește de Biserică, este tradiționalist. Nu dovedește nici o aplecare către viața militară. Ajuns guvernator al Moscovei în 1708, Aleksei a constatat că administrația este plictisitoare și a preferat să se dedice lecturilor religioase. Petru era dezamăgit că fiul și moștenitorul său nu-i împărtășea entuziasmul pentru ideile occidentale.
Dintr-o dată țarul își pune în minte să-și însoare fiul. Logodnica aleasă este Charlotte-Christine de Braunschweig-Wolfenbuttel. Prințesa, de 16 ani, este foarte înaltă, slabă, ciupită de vărsat, de religie luterană și cu o lumină blândă în ochi. La 14 octombrie 1711 are loc căsătoria, la castelul reginei Poloniei, prințesa electoare de Saxa, nașa miresei.
Toată lumea știe că țareviciul este împotriva reformelor lui Petru, că s-a căsătorit împotriva voinței lui cu o luterană, că este strâns legat de practicile bisericii ortodoxe; clerul îl privește cu simpatie, reprezentanții vechilor familii aristocratice se bizuie pe el, oamenii de rând îl venerează.

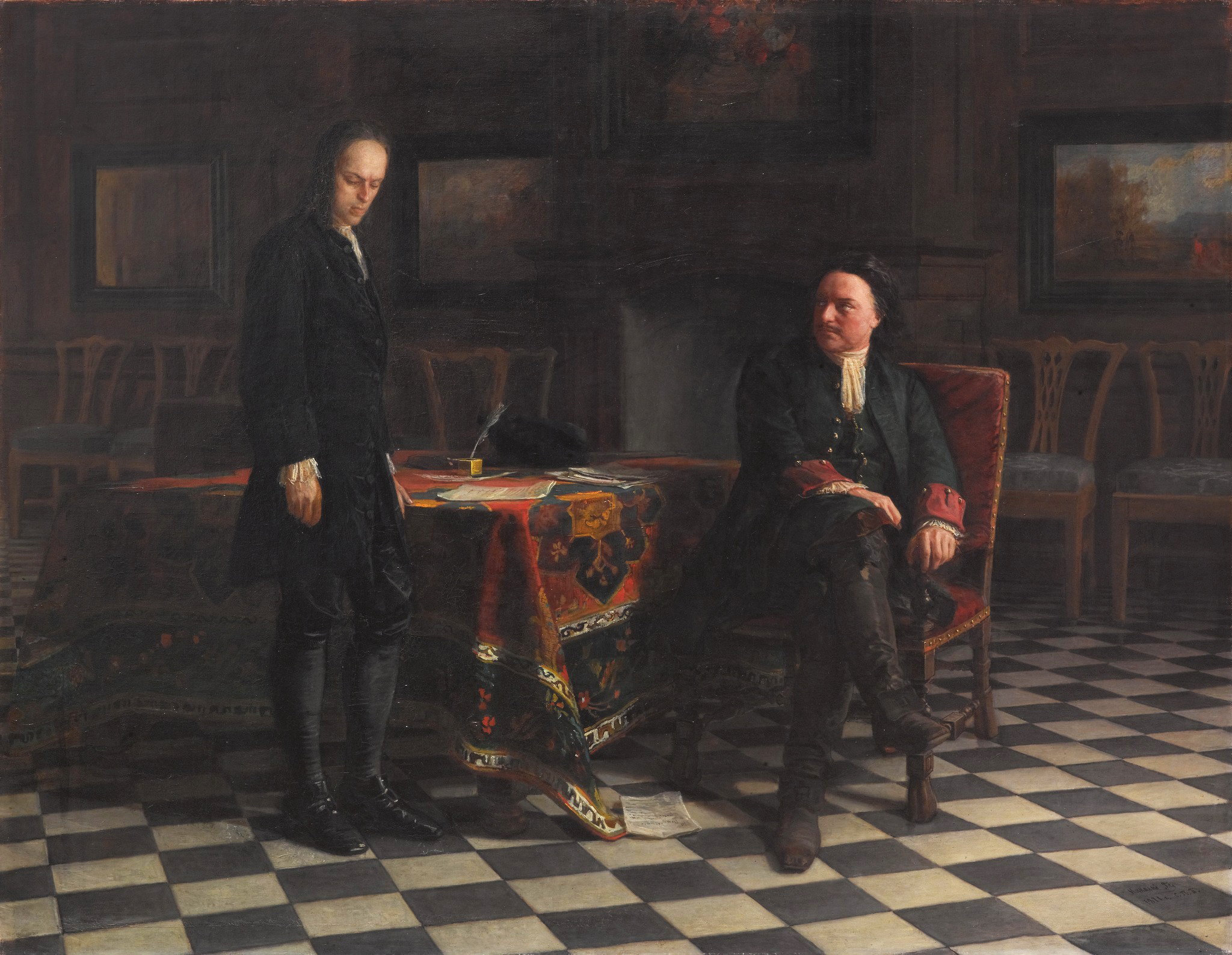
Petru și fiul său, țareviciul

La 12 iulie 1714, Charlotte naște o fetiță, botezată Natașa (care moare în 1728) iar la 12 octombrie 1715 aduce pe lume un băiat, Piotr. La 22 octombrie 1715, la vârsta de 21 de ani, Charlotte își dă sfârșitul. 
La 29 octombrie, țarina dă naștere unui băiat, care este numit, după dorința țarului, tot Piotr. Este limpede că țarul va prefera, în ordinea succesiunii, pe fiul Ekaterinei. Relațiile dintre tată și fiu au cunoscut o continuă deteriorare până când Aleksei îi scrie tatălui său o scrisoare prin care îi spune că vrea să se călugărească. Înainte să plece în Olanda, Petru îi lasă șase luni de gândire înainte de a lua o decizie. În lipsa tatălui, țareviciul împreună cu iubita sa, Eufrosina, trăiesc fără griji, într-o neîncetată sărbătoare
O scrisoare a țarului din 26 august 1716 prin care îi cere fie să se întâlnească la Copenhaga fie să îi spună la ce mânăstire va intra, îl trezește pe Aleksei. Fuge din Rusia împreună cu iubita lui la Viena, se ascunde de tatăl său. Într-un final pentru a-și întâlni tatăl, Aleksei sosește la Moscova la 31 ianuarie 1718, seara târziu. Țarul nu-l primește dar convoacă pentru luni, 3 februarie, consiliul privat, alcătuit din prelați, miniștri și dregători. Când își zărește fiul, izbucnește în ocări. Îi reproșează proasta creștere, lenea, fuga, încercările de a-și asmuți străinătatea împotriva părintelui său.
Petru îl numește moștenitor pe Piotr, fiul său cel mic iar lui Aleksei îi cere cu insistență numele celor care l-au ajutat să fugă. Află de scrisori ale țareviciului către doi episcopi din Rusia pe când era la Viena, scrisori îndreptate împotriva tatălui său. Țareviciul recunoaște tot. La 17 iunie 1718, Aleksei este chemat în fața celor chemați să-l judece; după interogatoriu, aceștia hotărăsc să-l supună la cazne. În timpul torturilor semnează declarații compromițătoare doar ca să scape.
Eufrosina care a fost închisă la întoarcerea în Rusia a pretins că Aleksei îi spusese că atunci când va ajunge țar, va duce o politică total contrară celei promovate de Petru. Confruntat cu trădarea amantei, Aleksei a recunoscut că dacă ar fi avut loc o rebeliune împotriva lui Petru, ar fi fost de partea rebelilor.
Moare, după ce însuși țarul, se spune, ar fi participat la torturarea fiului său. Varianta oficială a fost : "... ieri , 26 iunie, i-a rupt firul vieții țareviciului Aleksei. Acesta a murit din pricina unei boli grave, care l-a doborât în clipa în care citea sentința de moarte și șirul nelegiuirilor făptuite împotriva noastră și împotriva statului..."

## Împărat
Negocierile de pace dintre Rusia și Suedia au început în 1718, dar au fost întrerupte când Carol al XII-lea a fost ucis în luptă în Norvegia. Noua conducătoare a Suediei, Ulrica Eleonora, a decis să continue războiul, sperând că din rândurile puterilor europene se va ridica o coaliție anti-rusă. Acest lucru nu s-a întâmplat și englezii i-au convins pe suedezi să reia negocierile cu rușii. Acordul de pace s-a semnat la Nystad la  30 august/10 septembrie 1721. Rusia primește pentru totdeauna Livonia, Estonia, Ingria, o parte din Karelia; Suedia primește în schimb restul Finlandei. Rusia avea acum acces la Marea Baltică de la Riga la Vyborg.
Văzându-și scopurile atinse după 21 de ani de război, Petru nu-și mai încape în piele de bucurie. Senatul, prin cancelarul Golovkin rostește o cuvântare mișcătoare la adresa lui Petru. "Senatul găsește de cuviință s-o roage pe Majestatea Voastră, cu cea mai adâncă umilință, să primească numele de Petru cel Mare, părinte al patriei, împărat a toate Rusiile...Trăiască Petru cel Mare, părinte al patriei, împărat a toate Rusiile!". Petru se preface uimit, apoi stânjenit, dar sfârșește prin a primi. Petru nu simte nici un fel de schimbare de când a fost investit cu titlul imperial.
Deschide un Cabinet de Curiozități, în care strânge toate ciudățeniile naturii. Este atras de pitici, dar și de uriași. Atras de tot ceea ce este monstruos și împotriva firii, ia parte, în camerele de tortură, la interogatorii, execuțiile capitale sunt pentru el un spectacol de la care n-ar lipsi pentru nimic în lume. Este gata să opereze în orice moment; meseria de dentist îi place din ce in ce mai mult. Tot ceea ce face ține de capricii, de toane, de dorințe de-o clipă; este plin de energie, curios, repezit.
La 16 aprilie 1719, micul Piotr (Petrușka, cum îi spun părinții) moare pe neașteptate, din pricina unei boli. Deznădejdea și durerea țarului nu cunosc margini. Va fi nevoit să lase moștenire coroana Rusiei celuilalt Piotr, fiul lui Aleksei. Are nevoie de încă un fiu. De puțină vreme are o nouă iubită, foarte tânără și strașnic de frumoasă, Maria Cantemir, fiica voievodului Dimitrie Cantemir care, pierzând tronul Moldovei în urma tratatului de la Prut, s-a refugiat împreună cu familia la Sankt-Petersburg.
În 1721, Persia pare ușor de cucerit din cauza răscoalelor și anarhiei de acolo iar țarul în fruntea oștilor se grăbește s-o ia înainte Turciei. Maria este însărcinată însă pierde copilul spre marea dezamăgire a țarului și este părăsită.
În iunie 1724 este semnat la Constantinopol un tratat de împărțire prin care Rusia dobândește orașele Baku și Derbent, cele trei provincii Ghilan, Mazanderan și Astrabad, în vreme ce Turcia primește Tauris, Erivan și alte câteva ținuturi.

## Ultimele reforme

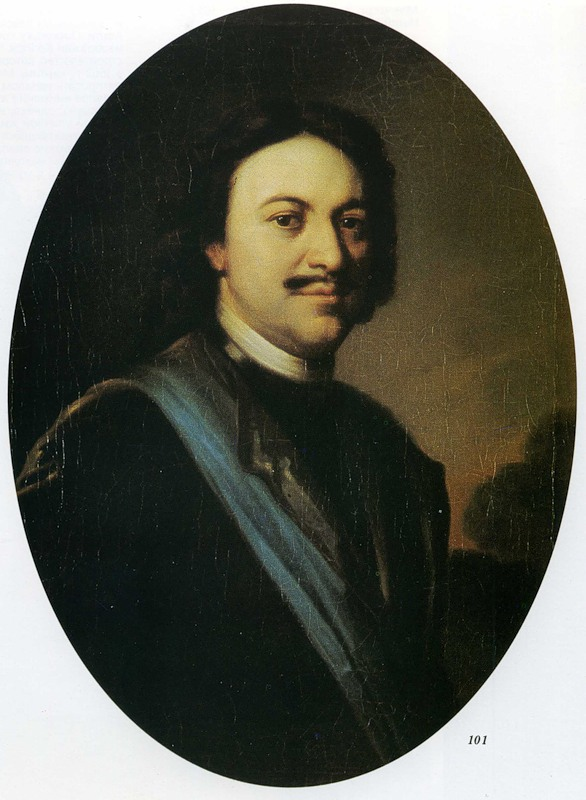
Țarul Petru cel Mare

Pune în locul vechii Dume a boierilor un Consiliu de miniștri restrâns, căruia îi adaugă o Cameră de justiție și înființează un Senat care are autoritate legislativă, judecătorească și executivă. Senatul se supune țarului.
În 1719, marile gubernii au fost împărțite în 45 (mai târziu, 50) de provincii, fiecare dintre acestea fiind conduse de un guvernator militar. În 1721 s-a creat un sistem de guvernare urbană locală, pentru a li se da cetățenilor mai înstăriți controlul asupra ordinii publice și securității interne. Această organizare după model suedez nu a fost eficientă în Rusia. Oamenii nu erau educați și de încredere pentru a pune măsurile în aplicare și Petru s-a văzut nevoit să apeleze la sodați pentru a rezolva problemele. În 1722 a devenit clar că proprietarii de pământ nu erau nici dispuși, nici capabili să colecteze eficient taxa pe cap de locuitor, așa că sarcina a fost dată armatei.
Înlesnește oamenilor din popor pătrunderea în rândurile nobilimii. Prin ucazul din 16 ianuarie 1724, un soldat, chiar dacă nu este de neam, poate ajunge ofițer, primind totodată rang de nobil, pe care-l vor moșteni urmașii săi. Încurajează creșterea animalelor, introduce de rase noi de bovine, înființează cele dintâi herghelii, le arată țăranilor cum să secere grâul cu secera și nu cu cosorul.
Datorită lui, industria rusă cunoaște un avânt nebănuit. Îi scutește de serviciul la stat și de impozite pe cei ce construiesc fabrici și pe rudele acestora, le acordă împrumuturi fără dobândă, precum și privilegiul de a cumpăra, începând din 1721, robi de la moșieri pentru a-i folosi în întreprinderile proprii.
Prin ucazul din 23 martie 1714, Petru schimbă statutul familiilor aristocratice, prin care împiedică fărâmițarea pământului; fiul sau fiica cea mai mare vor moșteni tot pământul, ceilalți copii își vor împărți între ei bunurile mobile. S-a renunțat la titlurile tradiționale, cum era cel de "boier", adoptându-se cele de "conte" și "baron".
A încurajat traducerea în rusă a unor manuale cu subiecte practice, ca aritmetica sau astronomia, și a înființat școli de matematică și navigație, construcții civile, chirurgie, minerit. La sfârșitul domniei, avea în plan înființarea Academiei de Științe. A introdus obligativitatea educației pentru membrii nobilimii, care începând cu 1714 nu mai aveau voie să se căsătorească decât dacă dețineau certificatul de absolvire a unei școli elementare.
Petru considera că Biserica trebuie să fie sub controlul statului și să servească nevoile acestuia. După moartea Patriarhului Adrian în 1700, Petru nu a numit nici un înlocuitor. Moșiile patriarhului au trecut sub controlul Departamentului Mănăstirilor și veniturile în proprietatea statului. În următorii 20 de ani, biserica a fost supusă unui control din ce în ce mai riguros. În 1716, episcopii au fost obligați să depună un jurământ de credință față de țar. În 1721, Petru a plasat Biserica sub controlul Sfântului Sinod, un organism supus dreptului de veto al Procuratorului-Șef, un demnitar mirean propus de țar.
În 1724 a desființat schiturile și micile mănăstiri, astfel că din cele 1.200 de mănăstiri existente la 1700, mai funcționau în 1800 doar 452.

## Sfârșitul

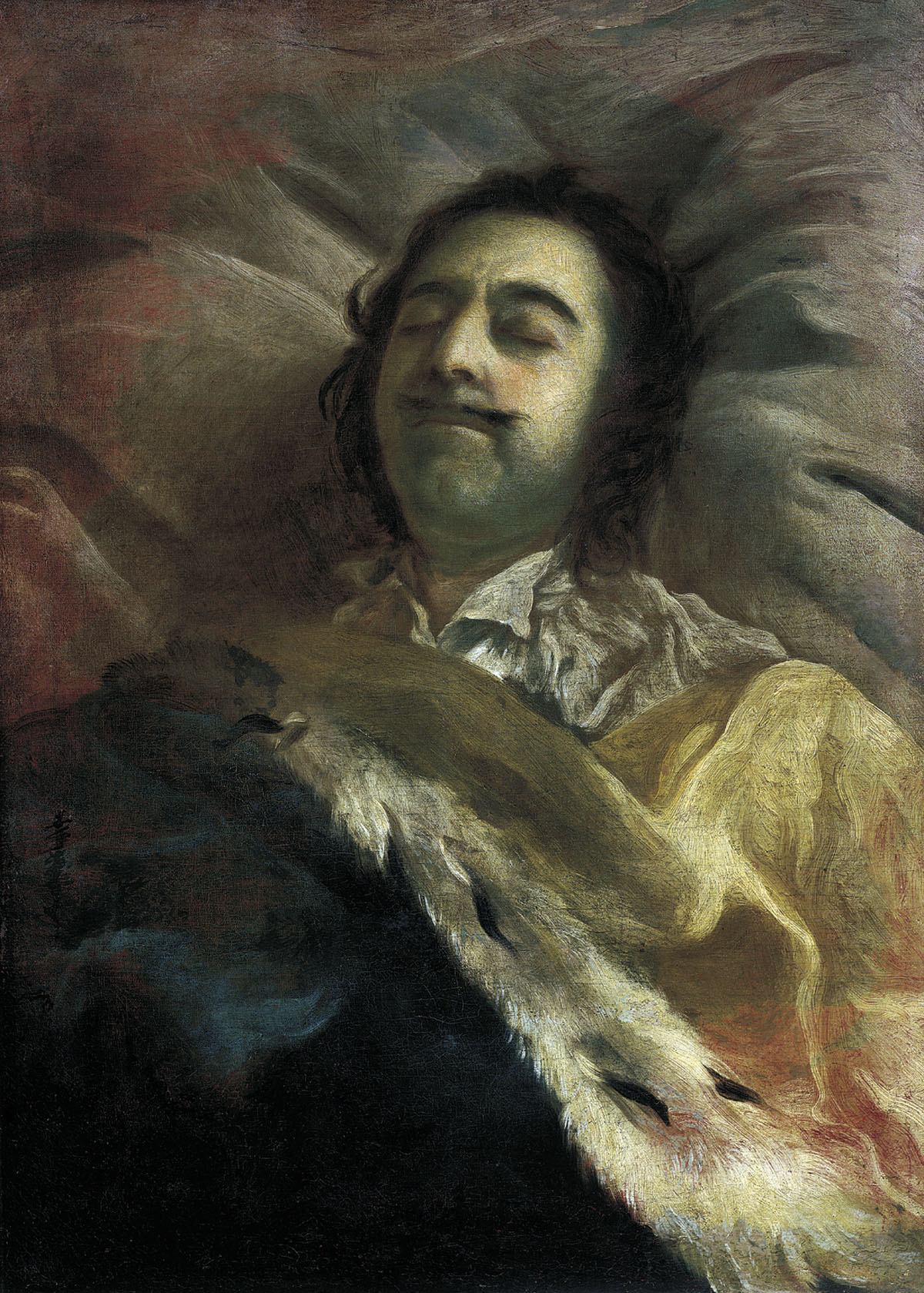
Petru I pe patul de moarte. Unii specialiști i-au atribuit acest desen, aflat în prezent la Ermitaj lui Gottfried Danhauer, deși părerea generală este că el aparține lui Ivan Nikitin.

Petru suferea de dureri de coloană, abcese și o infecție a căilor urinare. În ianuarie 1725 a suferit o operație de extragere a pietrelor urinare. În noaptea de 20 spre 21 ianuarie 1725, Petru se plânge de dureri cumplite, pricinuite de retenția de urină. Medicii nu au nici o îndoială că gangrena a cuprins colul vezicii urinare. A sosit clipa să numească urmașul la tron. Totuși, țarul tace.
La 28 ianuarie, la ora șase dimineața, la 53 de ani și după 43 de ani de domnie, Petru cel Mare își dă sufletul. Clanul puternic din jurul Ecaterinei citește o proclamație prin care Ecaterina I e numită împărăteasă legitimă a toate Rusiilor.
La 4 martie, după 5 săptămâni de la moartea țarului, timp în care trupul nu fusese acoperit de giulgiu și capacul nu fusese pus pe sicriu, Natașa, mezina, moare de vărsat.
Împărăteasa hotărăște ca tatăl și fiica să fie îngropați în aceeași zi. În străinătate, vestea morții lui Petru este primită cu ușurare.

## Titluri imperiale
În octombrie 1721 Senatul i-a conferit lui Petru titlul de "Împărat și Autocrat al întregii Rusii". Formula finală este ușor diferită de predecesorii lui Petru și anume "al tuturor Rusiilor", descriere care reflectă pretențiile țarilor de a domni peste toate teritoriile fostei Rusii Kievene.
Titlul complet al lui Petru a fost începând cu 1721: "Petru I, cu ajutorul lui Dumnezeu Împărat și Autocrat al întregii Rusii, Moscovei, Kievului, Vladimirului și Novgorodului; Țarul Kazanului, Țarul Astrakhanului, Țarul Siberiei, Suveranul Smolensk; Prinț al Estoniei, Livoniei, Kareliei, Tverului, Ugrei, Permului, Vlatkăi, Bulgariei și al altor principate; Suveran și Mare Duce de Nijny Novgorod, Cernigov, Riazan, Rostov, Yaroslavl, Beluzero, Udoria, Obdoria, Kondia, și Stăpân al Ținuturilor de Nord; Suveran al Iveriei și al Țărilor kartalian și georgian; și Suveran ereditar și Suzeran al Kabardiniei și al Prinților circassieni și ai munților."
Succesorii lui Petru au modificat titlurile incluzându-l și pe cel de Mare Duce al Finlandei (1809) și Țar al Poloniei (1815)